# Melligomphus
Melligomphus is een geslacht van libellen (Odonata) uit de familie van de rombouten (Gomphidae).

## Soorten
Melligomphus omvat 7 soorten:
- Melligomphus acinaces (Laidlaw, 1922)
- Melligomphus ardens (Needham, 1930)
- Melligomphus cataractus Chao & Liu in Chao, 1990
- Melligomphus dolus (Needham, 1930)
- Melligomphus guangdongensis (Chao, 1994)
- Melligomphus ludens (Needham, 1930)
- Melligomphus viridicostus (Oguma, 1926)